# 의령여자고등학교
의령여자고등학교(宜寧女子高等學校)는 대한민국 경상남도 의령군 가례면 가례리에 있는 사립 고등학교이다.

## 학교 연혁
- 1966년 12월 8일 : 학교법인 영명학원 의령여자고등학교 개교 (초대 윤태한 교장 취임)
- 1967년 1월 10일 : 의령여자실업고등학교로 교명 변경
- 1973년 1월 6일 : 의령여자종합고등학교로 교명 변경
- 1973년 10월 18일 : 의령여자고등학교로 교명 변경
- 1978년 10월 12일 : 학교법인 부영학원으로 명칭 변경(최막석 이사장 취임)
- 1991년 11월 20일 : 학교법인 부영학원 최창옥 이사장 취임
- 2013년 3월 2일 : 선진형 교과교실제
- 2018년 3월 2일 : 고교학점제 선도(준비)학교
- 2021년 3월 2일 : 행복학교 운영(2025.2.28일까지)
- 2021년 3월 2일 : 10학급 편성(특수1학급 포함)
- 2022년 3월 1일 : 제11대 이언두 교장 취임
- 2022년 12월 30일 : 제54회 졸업식(총 졸업생수 5,981명)

## 참고 자료
- 의령여자고등학교 - 한국교육학술정보원 학교알리미